# ساو شوي ثايك
ساو شوي ثايك (16 أكتوبر 1895–21 نوفمبر 1962) هو أول رئيس لبورما بعد استقلالها عن المملكة المتحدة،شغل المنصب من 4 يناير 1948 حتى 16 مارس 1952،وكان آخر ساوفا من ياونغوي،من 8 مارس 1929 حتى 2 مارس 1962،وشغل أيضًا منصب رئيس مجلس القوميات من 1952 حتى 1960.